# Dino Verde
Dino Verde (n. 13 iulie 1922, Napoli, Italia – d. 1 februarie 2004, Roma, Italia) a fost un scriitor, dramaturg, textier si scenarist italian